# Psammogalumna thysanura
Psammogalumna thysanura är en kvalsterart som först beskrevs av Krivolutskaja 1952.  Psammogalumna thysanura ingår i släktet Psammogalumna och familjen Galumnidae. Inga underarter finns listade i Catalogue of Life.